# كرايغ ماك إيوان
كرايغ ماك إيوان (بالإنجليزية: Craig McEwan)‏ هو مدرب كرة قدم ولاعب كرة قدم بريطاني، ولد في 3 أكتوبر 1977 في غلاسكو في المملكة المتحدة. شارك مع منتخب اسكتلندا تحت 21 سنة لكرة القدم. أما مع النوادي، فقد لعب مع ريث روفرز ونادي آير يونايتد ونادي بريتشين سيتي ونادي دمبرتون ونادي ستنهاوسموير.

## وصلات خارجية
- كرايغ ماك إيوان على موقع قاعدة بيانات كرة القدم.إي يو (الإنجليزية)
- كرايغ ماك إيوان على موقع Soccerbase.com (لاعب) (الإنجليزية)